# Kemosabe Records
Kemosabe Records es una compañía discográfica estadounidense, perteneciente a Sony Music Entertainment ubicada en Los Ángeles, California.

## Historia
En noviembre de 2011, Sony Music Entertainment se unió con Dr. Luke para crear Kemosabe Records. La compañía publica discos con Sony Music Entertainment.  Łukasz Gottwald podrá contratar su propio personal, firmar artistas, y desarrollar talento, pero no estará habilitado para producir discos para los artistas de Sony durante los próximos cinco años. El acuerdo le da a Sony los derechos exclusivos de los servicios de Dr Luke como productor durante cinco años.

## Artistas actuales
- Becky G (2012-presente)[5]
- Bonnie McKee
- G.R.L. (2013-2015)[6]
- Juicy J (2012-presente)[7]
- Sabi (2012-presente)[8]
- Sophia Black (2012-presente)[9]
- Doja Cat (2014-presente)